# A Tree Grows in Brooklyn
A Tree Grows in Brooklyn is een Amerikaanse dramafilm uit 1945 en was de debuutfilm van regisseur Elia Kazan. De film was gebaseerd op de gelijknamige roman van Betty Smith en het scenario van de film werd als basis gebruikt voor een nieuwe versie uit 1974 met Cliff Robertson. Acteur James Dunn won voor zijn rol in de film een Oscar voor Beste Mannelijke bijrol en actrice Peggy Ann Garner kreeg een speciale Oscar voor Beste minderjarige bijrol. In 2010 werd de film opgenomen in het National Film Registry.

## Rolverdeling
| Acteur           | Personage         |
| ---------------- | ----------------- |
| Dorothy McGuire  | Katie Nolan       |
| Joan Blondell    | Sissy             |
| James Dunn       | Johnny Nolan      |
| Lloyd Nolan      | McShane           |
| James Gleason    | McGarrity         |
| Ted Donaldson    | Neeley Nolan      |
| Peggy Ann Garner | Francie Nolan     |
| Ruth Nelson      | Miss McDonough    |
| John Alexander   | Steve Edwards     |
| B.S. Pully       | kerstboomverkoper |
| Ferike Boros     | Rommely           |
| Charles Halton   | Mr. Barker        |